# Signe de Lhermitte
Le signe de Lhermitte est une sensation de décharge électrique parcourant le rachis et les jambes lors de la flexion de la colonne cervicale. C'est le reflet d'une atteinte centrale des voies proprioceptives. De ce fait, ce signe est fréquemment observé dans la sclérose en plaques et parfois au cours de certaines compressions médullaires et myélopathies cervicales. Ce signe est en rapport avec une atteinte des cordons postérieurs de la moelle au niveau cervical. Il peut donc s’intégrer dans le syndrome cordonal postérieur.
Ce signe a été décrit par le neurologue français Jean Lhermitte.

## Sources
- Dictionnaire de Médecine, Serge Kernbaum, Flammarion.  (ISBN 2257000323)
- Sémiologie médicale, Loïc Guillevin, Flammarion.  (ISBN 2257150740)